# Kaili
Kaili (chiń. 凯里; pinyin Kǎilǐ) – miasto w południowych Chinach, w prowincji Kuejczou, siedziba prefektury autonomicznej Qiandongnan, port nad rzeką Longtou Jiang. W 1999 roku miasto liczyło 418 501 mieszkańców. Powierzchnia miasta wynosi 1306 km². Ośrodek wydobycia węgla kamiennego oraz przemysłu metalurgicznego, drzewnego i spożywczego. Duży odsetek mieszkańców stanowią przedstawiciele mniejszości etnicznej Miao.